# Rhododendron arborescens
Rhododendron arborescens är en ljungväxtart som först beskrevs av Frederick Traugott Pursh, och fick sitt nu gällande namn av John Torrey. Rhododendron arborescens ingår i släktet rododendron, och familjen ljungväxter. Inga underarter finns listade i Catalogue of Life.

## Bildgalleri

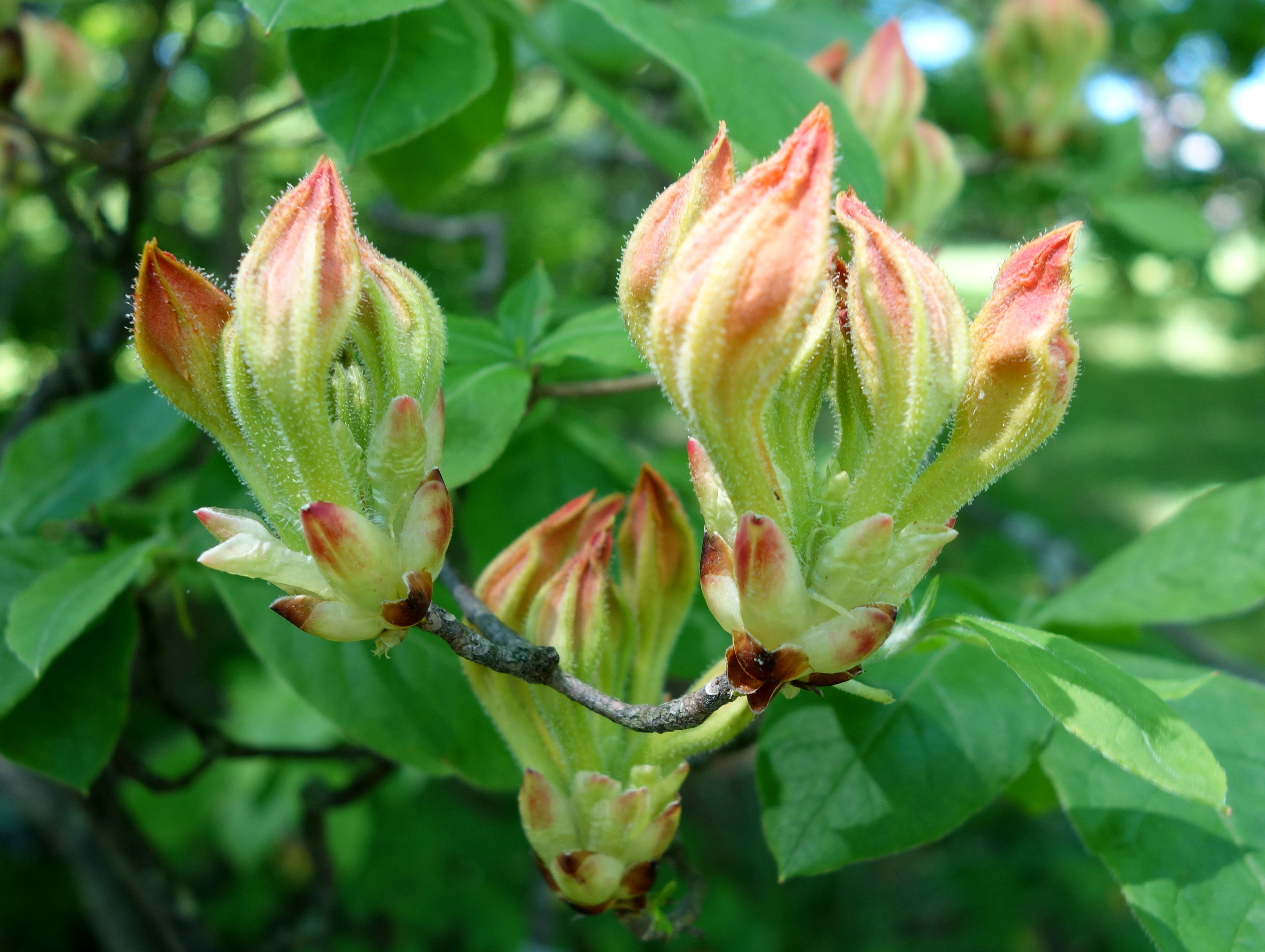
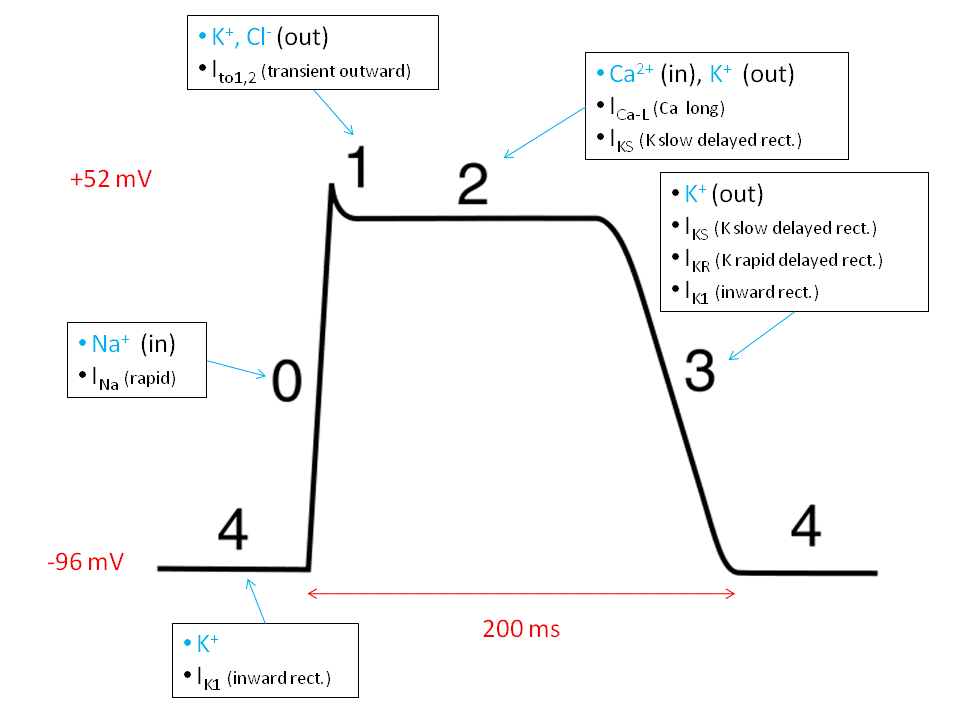